# فرانك دي أغريف
فرانك دي أغريف هو مصرفي وسياسي هولندي، ولد في 27 يونيو 1955 في أمستردام في مملكة هولندا. نشط حزبياً في حزب الشعب من أجل الحرية والديمقراطية. وقد انتخب وزير الدفاع ‏ وانتخب عضو مجلس الشيوخ في هولندا ‏ (7 يونيو 2011 – 3 سبتمبر 2018) وانتخب عضو مجلس نواب هولندا ‏.